# Paolo Monna
Paolo Monna, född 19 april 1998, är en italiensk sportskytt.

## Karriär
Vid EM i 10 meter luftvapen 2019 i Osijek tog Monna guld tillsammans med Giuseppe Giordano och Alessio Torracchi i lagtävlingen i 10 meter luftpistol. Vid EM i 10 meter luftvapen 2020 i Wrocław tog han silver i 10 meter luftpistol samt silver tillsammans med Giuseppe Giordano och Alessio Torracchi i lagtävlingen i 10 meter luftpistol. Vid EM 2021 i Osijek tog Monna silver tillsammans med Giuseppe Giordano och Alessio Torracchi i lagtävlingen i 10 meter luftpistol.
Vid EM i 10 meter luftvapen 2022 i Hamar tog Monna guld tillsammans med Luca Tesconi och Alessio Torracchi i lagtävlingen i 10 meter luftpistol samt brons tillsammans med Sara Costantino i den mixade lagtävlingen i 10 meter luftpistol. Vid EM i 10 meter luftvapen 2023 i Tallinn tog han brons i 10 meter luftpistol. Vid europeiska spelen 2023 i Wrocław tog Monna brons i 10 meter luftpistol. Han tog även guld tillsammans med Sara Costantino i den mixade lagtävlingen i 10 meter luftpistol samt brons tillsammans med Federico Nilo Maldini och Massimo Spinella i lagtävlingen i 10 meter luftpistol.
Vid EM i 10 meter luftvapen 2024 i Győr tog Monna guld i 10 meter luftpistol.  Vid olympiska sommarspelen 2024 i Paris tog han brons i 10 meter luftpistol.